# Arteră descendentă anterioară stângă
Artera descendentă anterioară stângă (ramură interventriculară anterioară a arterei coronare stângi sau ramură descendentă anterioară) este o ramură a arterei coronare stângi. Blocarea acestei artere este adesea numită "infarctul văduvei" cauza unui risc ridicat de deces. 

## Anatomie
Aceasta trece, la început, în spatele arterei pulmonare și apoi vine înainte între acel vas și atriul stâng pentru a ajunge la șanțul anterior interventricular, de-a lungul căruia coboară până la creasta vârfului cardiac.
Deși rare, au fost descrise mai multe cursuri anormale ale arterei descendente anterioare stângi. Acestea includ originea arterei din sinusul aortic drept. 
În 78% din cazuri, atinge vârful inimii.

### Ramuri
Artera descendentă anterioară stangă emite două tipuri de ramuri: septale și diagonale:
- ramurile septale provin din artera descendentă anterioară stângă la 90 de grade față de suprafața inimii, perforând și alimentând două treimi anterioare septului interventricular.
- ramurile diagonalele au traseul de-a lungul suprafeței inimii și alimentează peretele lateral al ventriculului stâng și mușchiul papilar anterolateral.

### Segmente
- proximal: de la originea arterei descendente anterioare stângi și incluzând originea primei ramuri septale [3] [4] (unele definiții spun la prima diagonală sau la oricare dintre acestea vine prima)
- median: de la segmentul proximal la jumătatea distanței rămase până la vârf. [3] [4] O definiție mai tehnică este de la segmentul proximal până la punctul în care artera descendentă anterioară stângă formează un unghi, așa cum se vede dintr-o vedere oblică anterioară dreaptă asupra angiografiei, care este adesea aproape de originea celei de-a doua ramuri diagonale. [5]
- distal: de la segmentul median la vârf, [3] [4] sau, în unele cazuri, dincolo. [5]

## Fiziologie
Artera vascularizează miocardul anterolateral, vârful și septul interventricular. Artera descendentă anterioară stângă vascularizează de obicei 45-55% din ventriculul stâng și, prin urmare, este considerat cel mai critic vas în ceea ce privește aportul de sânge miocardic.

Stânga: Stenoză critică (95%) a LAD proximal la un pacient cu avertisment Wellens.
Dreapta: Același pacient după reperfuzie.

## "Infarctul văduvei"
"Infarctul văduvei" este un nume alternativ pentru ramura interventriculară anterioară a arterei coronare stângi.   Numele de "văduvă" se poate aplica, de asemenea, pentru artera coronariană stângă  sau ocluzii severe la artera respectivă.  
Acest termen este utilizat deoarece coronarianul principal stâng și / sau descendent anterior stâng furnizează sânge unor zone mari ale inimii. Acest lucru înseamnă că, dacă aceste artere sunt ocluzionate brusc și complet, va provoca un atac cardiac masiv care va duce probabil la moarte subită. Blocajul care ucide este alcătuit din trombocite care circulă spre locul unde placa de colesterol s-a rupt . Chiar și o cantitate mică de placă în această zonă poate (din diferite motive slab înțelese) să se rupă și să provoace moartea; ocolirea blocajelor cronice sau încercarea de a le deschide cu angioplastie nu previne atacul de cord, dar poate restabili fluxul de sânge în cazul unui blocaj brusc sau a unui atac de cord și dacă este efectuat într-o perioadă de timp rapidă, poate reduce la minimum daunele provocate. Un exemplu al rezultatelor devastatoare ale unei ocluzii complete a arterei descendente anterioare stângi a fost moartea subită a fostului șef al Biroului NBC News Washington Tim Russert , precum și aproape moartea regizorului de film Kevin Smith . 
Din momentul în care "infarctul văduv" a lovit, timpul de supraviețuire variază de la câteva minute la câteva ore. Simptomele care progresează rapid ar trebui să semnaleze necesitatea unei atenții imediate. Simptomele debutului inițial pot include greață, dificultăți de respirație, durere la nivelul capului, maxilarului, brațelor sau pieptului, amorțeală la degete, adesea a unei senzații noi, dar imprecise, care se dezvoltă cu bătăi neregulate ale inimii. Simptomele timpurii pot fi confundate cu intoxicații alimentare, gripă sau stare generală de rău până când se intensifică. Un "infarct văduv" nu poate ucide instantaneu, dar provoacă stop cardiac, care poate face acest lucru în decurs de 10 până la 20 de minute de la lipsa circulației. O victimă fără puls sau respirație este încă în viață, trăind din oxigenul stocat în sânge și poate fi salvată dacă tratamentul începe imediat în această fereastră. 

## Imagini suplimentare

Arterele coronare (etichetate cu text roșu)
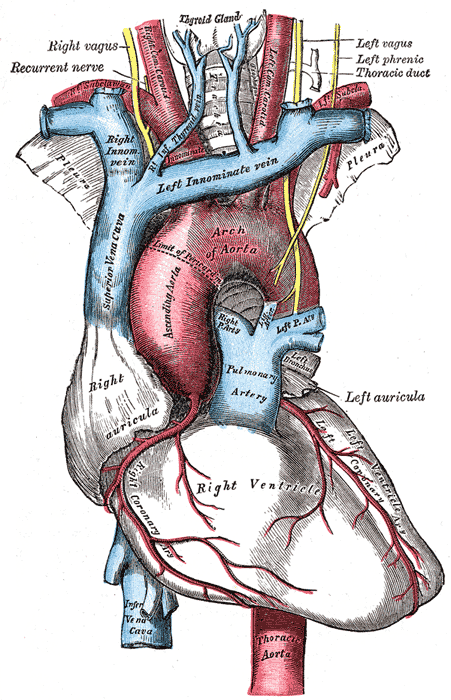
Arcul aortei și ramurile sale.
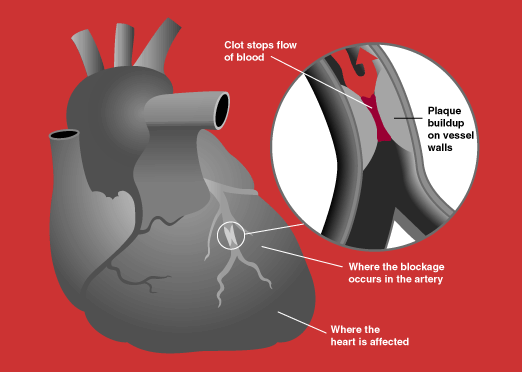
Infarct
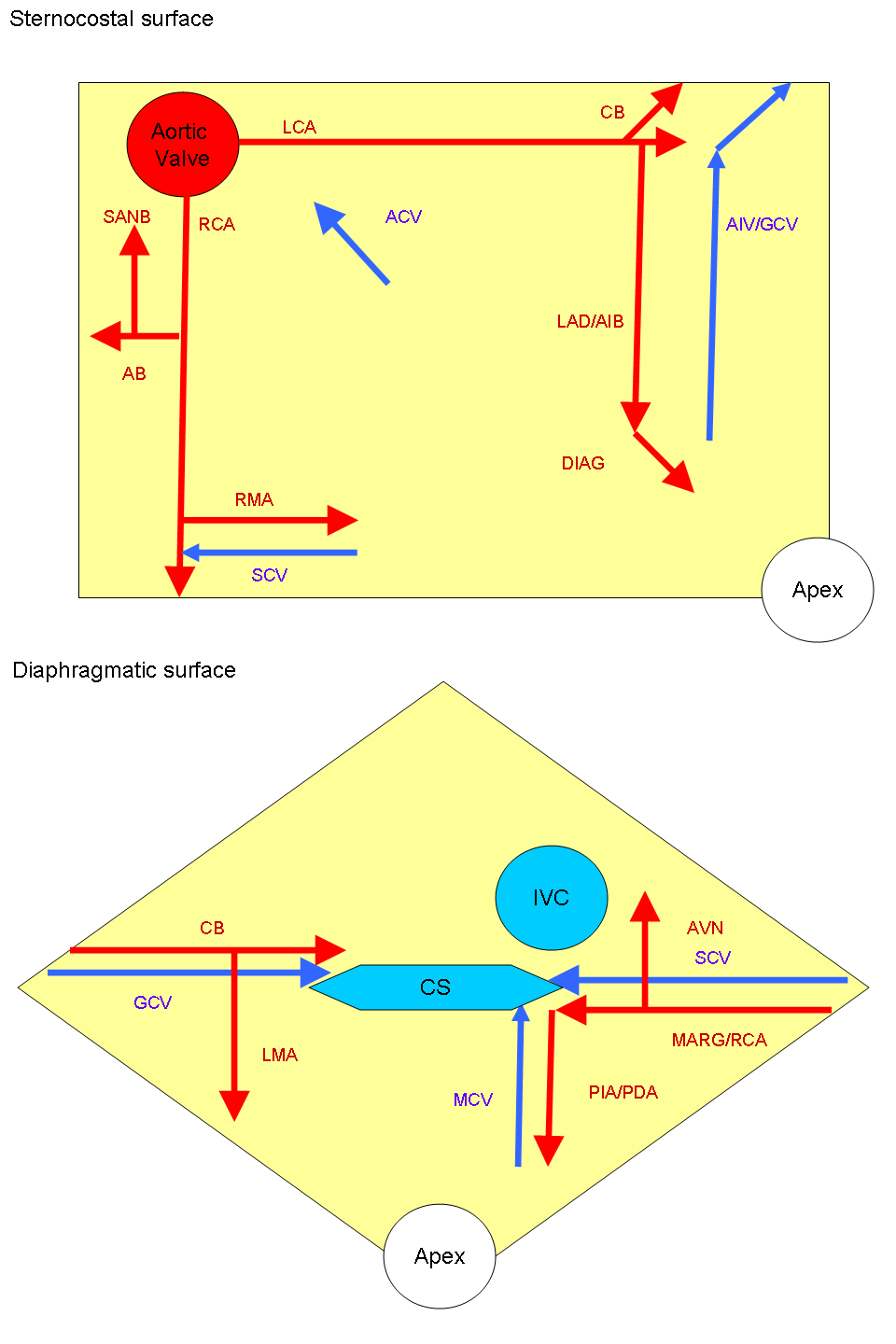
Vasele cardiace
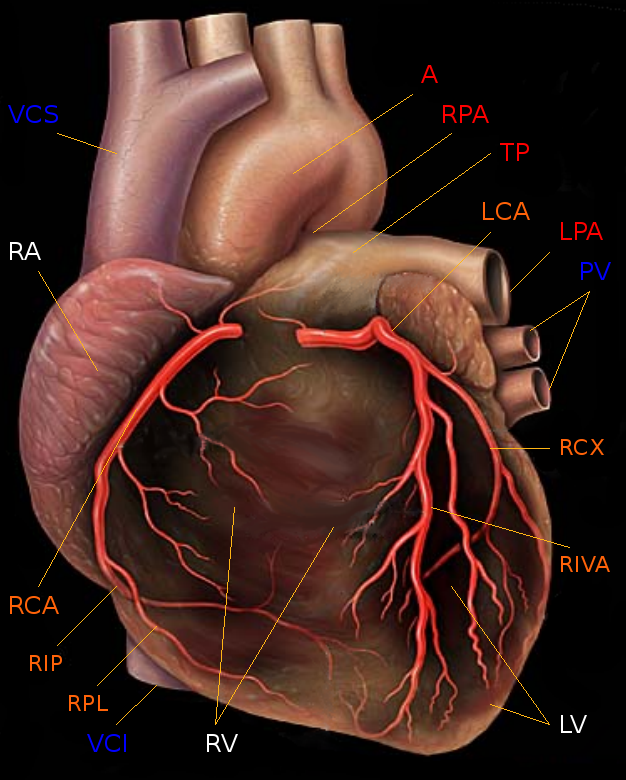
Inima umană cu artere coronare
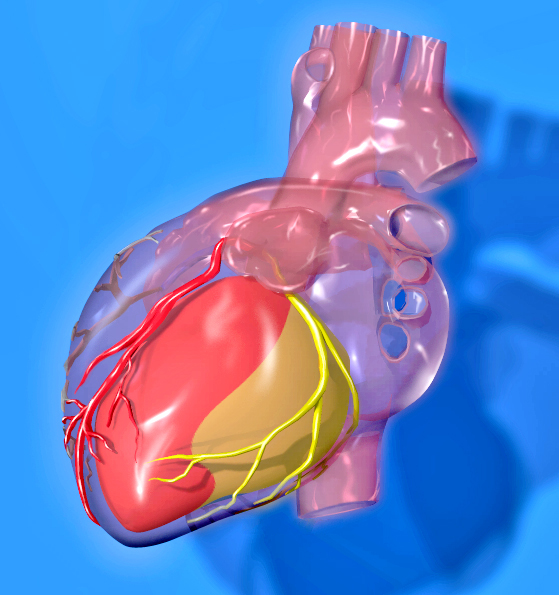
Teritoriile coronare ale inimii